# Oiceoptoma rugulosum
Oiceoptoma rugulosum es una especie de escarabajo carroñero del género Oiceoptoma, categorizada en la tribu Silphini, de la subfamilia Silphinae. Fue descrita por Portevin en 1903.

## Distribución
Se distribuye por Estados Unidos de América (Florida, Iowa y Texas).